# Perdita hirticeps
Perdita hirticeps är en biart som beskrevs av Timberlake 1960. Perdita hirticeps ingår i släktet Perdita och familjen grävbin. Inga underarter finns listade i Catalogue of Life.